# Station Rozdrażew
Station Rozdrażew is een spoorwegstation in de Poolse plaats Rozdrażew.